# Mystic River (Massachusetts)
Mystic River (von einem indigenen Wort mit der Bedeutung „Großer Fluss“) ist ein nur gut 11 km langer Fluss im US-Bundesstaat Massachusetts, der im Boston Harbor endet, dem Naturhafen von Boston. Er hat ein Wassereinzugsgebiet von über 120 km². 
Der Mystic River fließt parallel zum und nördlich vom Charles River in östlicher Richtung. Er beginnt als Ausfluss des Lower Mystic Lake, des unteren der beiden Mystic Lakes. Auch der Zufluss der Mystic Lakes, der Aberjona River, wird mitunter als „Mystic River“ bezeichnet.

## Staudamm
Weitläufige Salzsümpfe säumten die Ufer des Flusses, bis 1901 der erste Staudamm errichtet wurde, der die Salzmarschen in Süßwassermarschen umwandelte und eine Landentwicklung ermöglichte. Der heutige Staudamm wurde 1966 erbaut und nach Amelia Earhart benannt. Der Staudamm ist nicht öffentlich zugänglich. Der Damm hat drei Schleusen, um die Durchfahrt von Schiffen zu ermöglichen und Pumpen, um während der Flut Frischwasser in den Hafen abzuleiten. Es gibt einen Fischweg, der aber nie funktioniert hat. Die Dammbetreiber lassen die Schleusen zeitweilig offen stehen, um Fischen den Weg frei zu machen; speziell zu nennen ist die einheimische kleine Heringsart Alosa pseudoharengus. 

## Geschichtliches
1775 setzten britische Truppen von Boston kommend zur Charlestown-Halbinsel über den Mystic River, um die Schlacht von Bunker Hill zu beginnen. Der Fluss hat eine lange Geschichte industrieller Nutzung und ein andauerndes Wasserqualitätsproblem. 

## Trivia
Der Fluss ist Namensgeber für den Roman Mystic River (deutsch Spur der Wölfe) von Dennis Lehane, der als Vorlage für den Film Mystic River (2003) von Clint Eastwood diente.